# کالمان تیسا
کالمان تیسا (انگلیسی: Kálmán Tisza; ۱۶ دسامبر ۱۸۳۰ – ۲۳ مارس ۱۹۰۲) سیاست‌مدار اهل مجارستان بود. وی از ۲۰ اکتبر ۱۸۷۵ تا ۱۳ مارس ۱۸۹۰ نخست‌وزیر پادشاهی مجارستان بود.
او با ۱۴ سال و ۱۴۴ روز، طولانی‌ترین دوره نخست‌وزیری مجارستان بعد از ویکتور اوربان را دارا می‌باشد.
کالمان تیسا در ۲۳ مارس ۱۹۰۲، در سن ۷۱ سالگی درگذشت.